# Менцнау
Менцнау (нем. Menznau) — коммуна в Швейцарии, в кантоне Люцерн. 
Входит в состав округа Виллизау. Население составляет 2732 человека (на 31 декабря 2006 года). Официальный код — 1136.